# Dudnîkove (Kulîkove), Poltava
Dudnîkove (în ucraineană Дудникове) este un sat în comuna Kulîkove din raionul Poltava, regiunea Poltava, Ucraina.

## Demografie
Componența lingvistică a localității Dudnîkove
     Ucraineană (99,73%)
     Alte limbi (0,27%)
Conform recensământului din 2001, majoritatea populației localității Dudnîkove era vorbitoare de ucraineană (99,73%), existând în minoritate și vorbitori de alte limbi.